# Steve Morse
Steve J. Morse (Hamilton (Ohio), 28 juli 1954) is een Amerikaans componist en gitarist. Hij beheerst veel muziekstijlen; van jazz, rock, country tot klassieke muziek en heeft vijf Grammy Award-nominaties voor zijn spel en muziek gekregen. Hij speelt in bands als Dixie Dregs, de Steve Morse Band en, sinds 1994, Deep Purple en maakte daarnaast ook ruim twee jaar deel uit van Kansas. Tevens is Morse gedurende zijn muzikale carrière actief op het gebied van muziekonderricht. In 1987 had hij genoeg van de muziekindustrie en werkte hij een jaar voltijd als piloot bij een regionale luchtvaartmaatschappij. Een korte sessie met Lynyrd Skynyrd bracht hem weer terug in de muziekwereld.

## Levensloop
Morse is de zoon van een geestelijke, zijn vader, en een klassiek geschoolde pianiste, zijn moeder. Hij groeit op in Ohio en verhuist naar Georgia via Tennessee en Michigan. Daar speelde hij in zijn eerste band, The Plague, met zijn broer Dave.

### Schooltijd
Toen hij op de Richmond Academy in Augusta zat, ontmoette hij de toekomstige bassist van zijn latere band de Dixie Dregs, Andy West. Aan het eind van de jaren zestig werd de Dixie Grit opgericht, bestaande uit Morse en West op gitaar en bas, Johnny Carr op toetsen, Frank Brittingham zang/gitaar en Steve's oudere broer op drums. Het repertoire van de band bevat onder andere covers van Led Zeppelin en Cream.
Morses commentaar op zijn muzikale vorming in Augusta en deze specifieke periode van zijn muzikale loopbaan: "Met de Dixie Grit bestond in die stad een liefde/haat verhouding. Mensen, die ons hoorden in het koffiehuis The Glass Onion, hielden van de band. Zij die er kwamen om te dansen vonden ons verschrikkelijk. In die tijd kon men onze zelfgeschreven songs en de covers van Led Zeppelin op dansfeesten niet appreciëren. Toch werden we voor diverse optredens gevraagd, zelfs als opening bij lokale muziekfestivals. De jongens in de band waren behoorlijk getalenteerd en we hadden best een goede band, maar uiteindelijk werd de band ontbonden. Andy en ik gingen door met het maken van instrumentale muziek voor diegene die de Dixie Grit band goed vonden. Dus, vanaf het moment dat we de enig overgeblevenen van de band waren, noemden we ons de Dixie Dregs (dreg betekent "residu"). Ons eerste optreden als de Dregs was in 1971 of 1972, niet dat ik dat opgetekend heb, maar zie het als repliek op mijn eigen vorming".
De geschiedenis van de Dixie Grit was van tamelijk korte duur, omdat Morse, van school gestuurd omdat hij zijn haar niet wilde laten knippen, besloot te gaan studeren aan de University of Miami's School of Music, die een goede reputatie had bij bevriende muzikanten in Amerika.
Andy West dook later ook op op de Universiteit van Miami en een deel van hun muziekstudies was gewijd aan een onderzoeksproject genaamd "The Rock Ensemble II", waarin individuele deelnemers leerden om zich aan een samenwerkingsverband aan te passen. De band oefende en trad regelmatig in de school op en dat gebeurde niet onopgemerkt. Er was geen tekort aan fans op de campus. Een van hen was Rod Morgenstein, een drummer uit Long Island, New York, die later vertelde: "... er was een gozer die enorm opviel. Hij had lang blond haar en hij speelde op een Fender Telecaster met een Stratocaster hals en zijn geluid had de "twang". Hij veranderde continu van element, als ie soleerde, en zijn partijen klonken niet als de standaard bebop lijnen. De leraar bleef vragen of hij niet net zo als de voorbeelden kon klinken, maar hij deed wat hij zelf wilde en ik wist dat 'ie formidabel was." Morse vervolgt: "Gedurende die tijd zat ik in een traditioneel Jazz-lesprogramma. Mijn primaire instrument was een klassieke gitaar en ik was eigenlijk rock and roller, southern style".
Op een dag werd Rod Morgenstein gevraagd om in te vallen, omdat de drummer van Rock Ensemble II zijn arm had gebroken tijdens een ongeluk met surfen. In die tijd bestond de groep uit Morse op gitaar, West op basgitaar, Frank Josephs op toetsen en Bart Yarnald op drums (af en toe vervangen door Morgenstein). Ze slaagden in 1975 en Morse en West wachtten op Morgenstein, totdat hij zijn studie ook afgemaakt had. Eenmaal van school af was er geen reden meer om de naam Rock Ensemble II aan te houden en de Dixie Dregs werd de officiële naam van de groep.

### MusicMan
De hybrid guitar waar Morgenstein over sprak, was door Steve zelf in elkaar gezet en bevatte, naast de eerder genoemde Telecaster body en Stratocaster hals, een Gibson tune-o-matic bridge, een staartstuk van een 12-snarige gitaar, Gibson fretten in de hals, vijf elementen en drie keuzeschakelaars.

Geen wonder dat Morse het eens zijn Frankenstein Telecaster noemde. Uit deze gitaar werd door Ernie Ball en Musicman het custom made Steve Morse-model ontwikkeld, waar Morse tegenwoordig op speelt.

### On The Road
De band repeteerde eigen werk als Odyssey (een ambitieus fusion-stuk dat uiteindelijk op het What IF album uit 1978 verschijnt), lastige covers van Mahavishnu Orchestra werk en southern rock juweeltjes als Jessica van de Allman Brothers Band. De vaardigheid, om laid-back jazz, energieke bluegrass, stuwende funk en originele rock-'n-roll samen te smelten, was vanaf het begin een van de kenmerkende eigenschappen van de band.
De Dixie Dregs brachten op regelmatige tijdstippen langspeelplaten uit, maar waren in eerste instantie een pure live band, die voor het grootste deel van haar tijd op weg was naar optredens. In 1976 begon de band met maken van demo's voor platenmaatschappijen tussen hun ontelbare optredens door.
Omdat ze geen commerciële band waren, was het voor de Dixie Dregs niet gemakkelijk om aandacht te trekken in de onbestendige muziekindustrie. Het was moeilijk om een label te vinden dat bereid was om hun muziek te promoten en om voor hen als een artistieke uitvalsbasis te fungeren.

### Platencontract
Ofschoon het doorploeteren was, loonde het constante toeren van de band. Tijdens een optreden in The Exit Inn in Nashville bevonden zich een paar leden van de Allman Brother crew (Chuck Leavell, toetsenist en Twiggs Lyndon, een roady) zich onder het publiek en zij waren onder de indruk van wat zij hoorden. De Allman Brothers stonden op het punt om een contract met Capricorn Records te tekenen en, het een leidde tot het ander, twee vertegenwoordigers werden naar een optreden in Macon Georgia gestuurd om te kijken of de Dixie Dregs het waard waren om in te investeren. De band werd vervolgens rond Kerstmis 1976 uitgenodigd om een contract bij Capricorn Records te tekenen.

### De eerste albums
Hun debuutalbum Free Fall kwam uit in de lente van 1977 en bevatte diverse stukken als het funky "The Refried Funky Chicken", het akoestische "Northern Lights" en het pakkende "Cruise Control". Alhoewel de band in dit stadium niet op de toppen van haar kunnen speelde, is Free Fall toch typerend voor hun werk, boordevol optimisme en energie.
Anderen brengen hier tegen in dat What If, het tweede album van de groep, het topalbum is, naast het uit 1980 stammende Dregs of the Earth. Het is lastig om het daar niet mee eens te zijn, luisterend 25 jaar na dato. Het bevat fusion klassiekers, zoals het energieke openingsstuk Take it off the Top, Odyssey, en het juweeltje Night Meets Light. Het album is een ideale introductie voor iedere nieuwe liefhebber van, of The Dixie Dregs, of Steve Morse, omdat het Morse’s talent als componist goed weergeeft.

## Discografie

### Albums

#### Met de Dixie Dregs
| Album met eventuele hitnotering(en) in de Nederlandse Album Top 100 | Datum van verschijnen | Datum van binnenkomst | Hoogste positie | Aantal weken | Opmerkingen  |
| ------------------------------------------------------------------- | --------------------- | --------------------- | --------------- | ------------ | ------------ |
| The Great Spectacular                                               | 1975                  | -                     |                 |              |              |
| Free Fall                                                           | 1977                  | -                     |                 |              | Capricorn    |
| What If                                                             | 1978                  | -                     |                 |              | Capricorn    |
| Night of the Living Dregs                                           | 1979                  | -                     |                 |              | Capricorn    |
| Dregs of the Earth                                                  | 1980                  | -                     |                 |              | Arista       |
| Unsung Heroes                                                       | 1981                  | -                     |                 |              | Arista       |
| Industry Standard                                                   | 1982                  | -                     |                 |              | Arista       |
| Off the Record                                                      | 1988                  | -                     |                 |              | Ensoniq      |
| Bring 'Em Back Alive                                                | 1992                  | -                     |                 |              | Capricorn    |
| Full Circle                                                         | 1994                  | -                     |                 |              | Capricorn    |
| King Biscuit Flower Hour Presents:                                  | 1997                  | -                     |                 |              | King Biscuit |
| California Screamin'                                                | 2000                  | -                     |                 |              | Zebra        |

#### Met Deep Purple
| Album met eventuele hitnotering(en) in de Nederlandse Album Top 100 | Datum van verschijnen | Datum van binnenkomst | Hoogste positie | Aantal weken | Opmerkingen           |
| ------------------------------------------------------------------- | --------------------- | --------------------- | --------------- | ------------ | --------------------- |
| Purpendicular                                                       | 1996                  | -                     |                 |              | CMC International     |
| Live at the Olympia '96                                             | 1997                  | -                     |                 |              |                       |
| Abandon                                                             | 1998                  | -                     |                 |              | CMC International     |
| Total Abandon - Live in Australia '99                               | 1999                  | -                     |                 |              |                       |
| Live at the Royal Albert Hall                                       | 1999                  | -                     |                 |              |                       |
| Live at the Rotterdam Ahoy                                          | 2000                  | -                     |                 |              |                       |
| The Soundboard Series                                               | 2001                  | -                     |                 |              |                       |
| Bananas                                                             | 2003                  | -                     |                 |              |                       |
| Rapture of the Deep                                                 | 2005                  | -                     |                 |              | Eagle Rock (USA)      |
| Now What ?!                                                         | 2013                  | -                     |                 |              | Edel Company (CD+DVD) |
| Whoosh!                                                             | 2020                  | -                     |                 |              |                       |

#### Met Flying Colors
| Album met eventuele hitnotering(en) in de Nederlandse Album Top 100 | Datum van verschijnen | Datum van binnenkomst | Hoogste positie | Aantal weken | Opmerkingen |
| ------------------------------------------------------------------- | --------------------- | --------------------- | --------------- | ------------ | ----------- |
| Flying colors                                                       | 2012                  | 31 maart 2012         | 51              | 3            |             |
| Second Nature                                                       | 2014                  | -                     | -               | -            |             |
| Third Degree                                                        | 2019                  | 12 oktober 2019       | 46              | 1            |             |

#### Solo
| Album met eventuele hitnotering(en) in de Nederlandse Album Top 100 | Datum van verschijnen | Datum van binnenkomst | Hoogste positie | Aantal weken | Opmerkingen                        |
| ------------------------------------------------------------------- | --------------------- | --------------------- | --------------- | ------------ | ---------------------------------- |
| The Introduction                                                    | 1984                  | -                     |                 |              | Elektra                            |
| Stand Up                                                            | 1985                  | -                     |                 |              | Elektra                            |
| High Tension Wires                                                  | 1989                  | -                     |                 |              | MCA                                |
| Southern Steel                                                      | 1991                  | -                     |                 |              | MCA                                |
| Coast to Coast                                                      | 1992                  | -                     |                 |              | MCA                                |
| Structural Damage                                                   | 1995                  | -                     |                 |              | High Street                        |
| StressFest                                                          | 1996                  | -                     |                 |              | High Street                        |
| Major Impacts                                                       | 2000                  | -                     |                 |              | Magna Carta                        |
| Split Decision                                                      | 2002                  | -                     |                 |              | Magna Carta                        |
| Major Impacts Vol. 2                                                | 2004                  | -                     |                 |              | Magna Carta                        |
| Prime Cuts 1                                                        | 2005                  | -                     |                 |              | Magna Carta                        |
| Prime Cuts 2                                                        | 2009                  | -                     |                 |              | Magna Carta                        |
| Out Standing in Their Field                                         | 2009                  | -                     |                 |              | Diverse labels                     |
| Angelfire                                                           | 2010                  | -                     |                 |              | 10 augustus 2010 met Sarah Spencer |